# Neopomacentrus nemurus
Neopomacentrus nemurus är en fiskart som först beskrevs av Bleeker, 1857.  Neopomacentrus nemurus ingår i släktet Neopomacentrus och familjen Pomacentridae. Inga underarter finns listade i Catalogue of Life.